# Chrysotimus lucens
Chrysotimus lucens är en tvåvingeart som beskrevs av Octave Parent 1932. Chrysotimus lucens ingår i släktet Chrysotimus och familjen styltflugor. Inga underarter finns listade i Catalogue of Life.